# Paladio
El paladio es un elemento químico de número atómico 46 situado en el grupo 10 de la tabla periódica de los elementos. Su símbolo es Pd. Es un metal de transición del grupo del platino, blando, dúctil, maleable y poco abundante. Se parece químicamente al platino y se extrae de algunas minas de cobre y níquel. Se emplea principalmente como catalizador y en joyería.
El paladio es un metal raro y brillante de color blanco plateado que fue descubierto en 1803 por William Hyde Wollaston, y lleva el nombre del asteroide Palas, el cual recibe también su nombre de la diosa Palas.
El paladio, junto con el platino, el rodio, el rutenio, el iridio y el osmio forma un grupo de elementos mencionados como los metales del grupo del platino, que comparten propiedades químicas similares, pero el paladio tiene el punto de fusión más bajo y es el menos denso de estos metales preciosos.
Las propiedades únicas de paladio y otros metales del grupo del platino se tienen en cuenta para su uso generalizado. Uno de cada cuatro productos que se fabrican actualmente contiene metales del grupo del platino, o bien estos desempeñan un papel clave durante su proceso de manufactura. Más de la mitad de la oferta de paladio se utiliza en los convertidores catalíticos, que convierten hasta el 90 % de los gases nocivos de escape de los automóviles (hidrocarburos, monóxido de carbono y óxido de nitrógeno) en sustancias menos nocivas (nitrógeno, dióxido de carbono y vapor de agua).
El paladio se encuentra en muchos productos electrónicos como computadoras, teléfonos móviles, condensadores de múltiples capas de cerámica, revestimiento de componentes de baja tensión, contactos eléctricos y televisores SED/OLED/LCD. Se usa también en odontología, medicina, purificación de hidrógeno, aplicaciones químicas, y en el tratamiento de aguas subterráneas. Desempeña un papel clave en la tecnología utilizada para las pilas de combustible, que combina hidrógeno y oxígeno para producir electricidad, calor y agua.
Los depósitos de mineral de paladio y otros metales del grupo del platino son raros, y los yacimientos más extensos se ubican en Sudáfrica, Estados Unidos, Canadá, y Rusia. Además de la minería, el reciclaje es también una fuente de paladio.

## Historia
El paladio, como el resto de los elementos del grupo del platino, ha sido usado desde la antigüedad, pues se tiene constancia de que los antiguos egipcios y las civilizaciones precolombinas ya lo valoraban como metal precioso. Los conquistadores del Nuevo Mundo redescubrieron el mineral de paladio en el siglo XVII, en la búsqueda de oro.
El descubrimiento científico del paladio lo debemos a William Hyde Wollaston, que consiguió aislarlo en 1803 y le puso un nombre basado en el asteroide (2) Palas, descubierto dos meses antes. Wollaston disolvió mineral de platino en agua regia y neutralizó con hidróxido de sodio. Tras lograr la precipitación del platino con cloruro de amonio, añadió cianuro de mercurio, que forma el compuesto cianuro de paladio. Al calentar este último se obtiene paladio en estado metálico. Este método es la base de la obtención moderna del paladio.
Las técnicas de las que se disponía hasta finales del siglo XIX no permitieron la separación adecuada del paladio. Solo cuando se desarrollaron nuevas técnicas de refinado se empezó a utilizar industrialmente cada uno de los metales del platino. El paladio tuvo su auge a partir de la década de 1970 cuando creció su importancia como catalizador.
El cloruro de paladio fue en un tiempo usado para tratar la tuberculosis, a razón de 0,065 g/día (aproximadamente un miligramo por kilogramo de peso corporal). Este tratamiento tenía muchos efectos secundarios negativos, y fue reemplazado más tarde por medicamentos más eficaces.
Hacia finales del siglo XX la oferta rusa de paladio para el mercado global se ha retrasado en varias ocasiones y perturbado, ya que el cupo de exportación no se concedió a tiempo, por razones políticas. El pánico del mercado posterior condujo el precio del paladio a un máximo histórico de 1100 dólares por onza en enero de 2001. Alrededor de este tiempo, la compañía Ford Motor, interrumpió su producción debido a la escasez de paladio posible. Cuando los precios cayeron a principios de 2001, Ford perdió cerca de mil millones de dólares. La demanda mundial de paladio aumentó de 100 toneladas en 1990 a cerca de 300 toneladas en 2000. La producción mundial de paladio de las minas fue de 222 toneladas métricas en 2006, según datos del USGS. La mayoría de paladio se utiliza para convertidores catalíticos en la industria automotriz.

## Abundancia y obtención

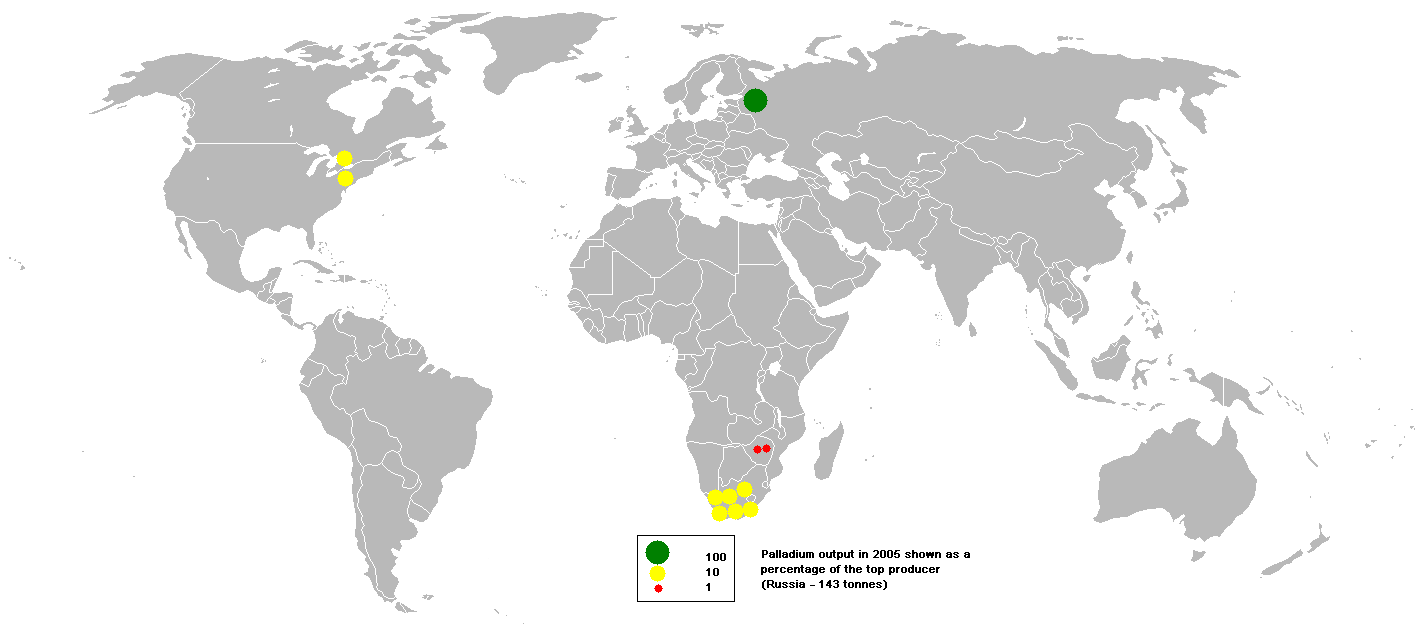
Producción mundial de paladio (2005).

Rusia es el principal productor de paladio, con al menos el 50 % de participación mundial, seguido por Sudáfrica, Canadá y los Estados Unidos.
Se puede encontrar como metal libre aleado con el oro y otros metales del grupo del platino en los depósitos de los montes Urales, Australia, Etiopía, Sudáfrica y América del Norte. Es comercialmente producido a partir de depósitos de níquel-cobre, que se encuentran en Sudáfrica, Ontario, y Siberia; Se necesita tratamiento de muchas toneladas métricas de mineral para extraer una sola onza de paladio. Sin embargo, la producción de la mina aún podía ser rentable, dependiendo de los precios del metal actual, cuando se puede extraer junto con otros metales, como níquel, cobre, platino o rodio.
Es posible además obtenerlo en mínimas cantidades desde barros anódicos proveniente de la electrodeposición del cobre.
También se produce en reactores de fisión nuclear y se puede extraer del combustible nuclear, aunque la cantidad producida es insignificante. Se encuentra en los minerales raros cooperita y polarita.

## Características principales

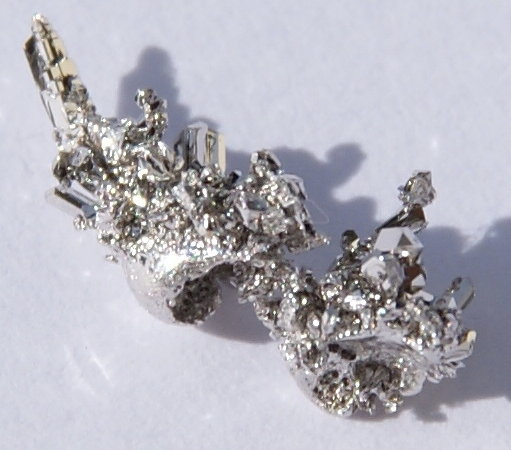
Cristales sintéticos de paladio.

El paladio es un metal de color blanco platinado parecido al Platino. No se oxida con el aire ni se patina, y es el elemento del grupo del Platino de menor densidad y menor punto de fusión. Es blando y dúctil, pero al templarlo aumenta considerablemente su dureza y su resistencia. Puede disolverse en ácido sulfúrico,( H2SO4), y en ácido nítrico,( HNO3). También se puede disolver, aunque lentamente, en ácido clorhídrico (HCl) en presencia de cloro u oxígeno en el medio.
Los estados de oxidación más comunes del paladio son +2 y +4, aunque también puede hallarse en los estados de oxidación = 0 y +1 en algunos compuestos. Si bien, en un principio se pensó en la valencia +3 como uno de los estados de oxidación del paladio fundamentales, no hay evidencia de paladio se presente en estado de oxidación +3, lo que ha sido investigado a través de la difracción de rayos X para un número de compuestos, lo que indica un dímero de paladio (II) y paladio (IV) en su lugar. Recientemente, los compuestos con un estado de oxidación de +6 fueron sintetizados en laboratorio, pero son anomalías forzadas.
El paladio pertenece al grupo 10 de la tabla periódica:
| Z   | Elemento    | Número de capa de electrones |
| --- | ----------- | ---------------------------- |
| 28  | níquel      | 2, 8, 16, 2                  |
| 46  | paladio     | 2, 8, 18, 18                 |
| 78  | platino     | 2, 8, 18, 32, 17, 1          |
| 110 | darmstadtio | 2, 8, 18, 32, 32, 17, 1      |

El paladio se disuelve lentamente en ácido sulfúrico, ácido nítrico y ácido clorhídrico. Este metal tampoco reacciona con el oxígeno a temperaturas normales (por lo que no empaña en el aire). El paladio se calienta hasta 800 °C producirá una capa de óxido de paladio (III). Se empaña ligeramente en la atmósfera húmeda que contiene azufre.
El metal tiene la extraña habilidad de absorber hasta 900 veces su propio volumen de hidrógeno a temperatura ambiente. Se cree que esto posiblemente forma hidruro de paladio (PdH2), pero no está claro si se trata de un compuesto químico. Cuando el paladio ha absorbido grandes cantidades de hidrógeno, su tamaño ampliará ligeramente.

## Isótopos
Naturalmente el paladio está compuesto por seis isótopos. Los radioisótopos más estables son 107Pd con una vida media de 6,5 millones de años, 103Pd con una vida media de 17 días, y 100Pd con una vida media de 3,63 días. Otros dieciocho radioisótopos se han caracterizado con los pesos atómicos que van desde 90.94948 (64) (91Pd) a 122,93426 (64) (123Pd). La mayoría de estos tienen una vida media de menos de media hora, excepto 101Pd (vida media de 8,47 horas), 109Pd (vida media: 13,7 horas), y 112Pd (vida media: 21 horas).
El modo de desintegración principal que se da en el isótopo estable de paladio más abundante (106Pd), es la captura electrónica y es el modo primario después de la desintegración beta. El producto de desintegración de cabecera antes de 106Pd es el rodio y el producto posterior es la plata.
El isótopo radiogénico 107Ag es un producto de desintegración del isótopo 107Pd y fue descubierto por primera vez en Santa Clara, California, cuando cayó un meteorito en 1978. Los descubridores sugieren que la fusión y la diferencia de los planetas interiores con núcleo de hierro puedan haberse producido hace 10 millones de años después de un proceso llamado nucleosíntesis. El isótopo 107Pd frente a las correlaciones observadas en los cuerpos que claramente han sido fundidos desde la acreción del sistema solar, deben corresponder a la presencia de nucleidos de corta duración en el sistema solar primitivo.

## Compuestos

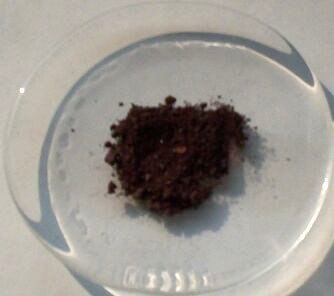
Cloruro de paladio(II)

El cloruro de paladio (II), bromuro y el acetato son compuestos reactivos, lo que hace que los puntos de entrada sean convenientes para el estudio de la química del paladio. Los tres compuestos no son monoméricos, el cloruro y el bromuro a menudo necesitan ser puestos en reflujo de acetonitrilo para obtener el monómero de acetonitrilo más reactivo y más complejo, por ejemplo:
PdCl2 + 2MeCN → PdCl2(MeCN)2
El gran número de reacciones en las que los compuestos de paladio sirven como catalizadores se conocen colectivamente como reacciones de acoplamiento de paladio. Ejemplos destacados incluyen la reacción de Heck, la reacción de Suzuki, y las reacciones de Stille. El paladio (II) acetato, Pd(PPh3)4, y (Pd2(dba)3) son útiles al respecto, ya sea como catalizadores, o como punto de partida para generar catalizadores.

## Aplicaciones
El paladio se usa principalmente en los convertidores catalíticos. También se usa en la joyería, en odontología, relojería, en las tiras reactivas para comprobar los niveles de azúcar en la sangre, en las bujías de los aviones y en la producción de instrumentos quirúrgicos y contactos eléctricos. El paladio se usa también para hacer flautas traveseras profesionales. Como en los productos básicos de metales preciosos, el paladio está codificado el estándar internacional ISO 4217 como XPD y 964. El paladio es uno de los cuatro metales que tiene códigos en dicho estándar, los otros son: oro, plata y platino.

### Catálisis
Cuando el paladio está finamente dividido, forma un catalizador de formas versátiles que acelera reacciones de hidrogenación y deshidrogenación, así como en el craqueo de petróleo. Un gran número de enlaces carbono-carbono formando reacciones en química orgánica (como el acoplamiento de Heck y Suzuki) se ven facilitadas por la catálisis con compuestos de paladio. Además del paladio, cuando se dispersa sobre materiales conductores, resulta ser un excelente electrocatalizador para la oxidación de alcoholes primarios en medios alcalinos y para la electrosíntesis de H2O2.
También es un metal versátil para la catálisis homogénea. Se utiliza en combinación con una amplia variedad de ligandos para las transformaciones químicas altamente selectivas. Un estudio de 2008 mostró que el paladio es un catalizador eficaz para la formación de enlaces carbono-flúor. El paladio se encuentra en el catalizador de Lindlar, también llamado Paladio de Lindlar.

### Electrónica
La segunda aplicación paladio en la electrónica es en el condensador eléctrico de cerámica de múltiples capas. El paladio y sus aleaciones con la plata se utilizan como electrodos en condensadores de múltiples capas de cerámica. También se utiliza en el revestimiento de componentes electrónicos (a veces aleado con níquel) y en los materiales de soldadura. El consumo de paladio en el sector de la electrónica es de 1 070 000 onzas (33,2 toneladas métricas) en 2006, según un informe de Johnson Matthey.

### Tecnología
El hidrógeno se difunde a través de paladio fácilmente climatizado, por lo que proporciona un medio de purificar el gas. Es una parte del electrodo de paladio-hidrógeno en los estudios electroquímicos; El cloruro de paladio (II) puede absorber grandes cantidades de monóxido de carbono, y se utiliza en los detectores de este gas.

### Almacenamiento de hidrógeno
El hidruro de paladio es un compuesto metálico que contiene una cantidad sustancial de hidrógeno dentro de su red cristalina. A temperatura ambiente y presión atmosférica, el paladio puede absorber hasta 900 veces su propio volumen de hidrógeno en un proceso reversible. Esta propiedad ha sido investigada, y una mejor comprensión de lo que sucede a nivel molecular podría dar pistas sobre el diseño de hidruros de metal mejorado.

### Fotografía
A menudo se utiliza con el platino para imprimir fotos en blanco y negro, el paladio proporciona una alternativa a la plata.

### Arte
El paladio es una de varias alternativas a la plata, que es utilizada en la iluminación de manuscritos. El uso de la hoja de plata es problemática porque empaña rápidamente. El paladio es un sustituto adecuado debido a su resistencia a las manchas. La hoja de aluminio es una alternativa más barata, pero el aluminio es mucho más difícil de trabajar que el oro o la plata y los resultados son menos óptimos con el empleo de técnicas tradicionales del metal, por lo que la hoja de paladio se considera el mejor sustituto a pesar de su costo considerable. La hoja de platino se puede utilizar para el mismo efecto como la hoja de paladio con similares propiedades de trabajo, pero no es comercialmente disponible por la alta demanda de la hoja.

### Joyería

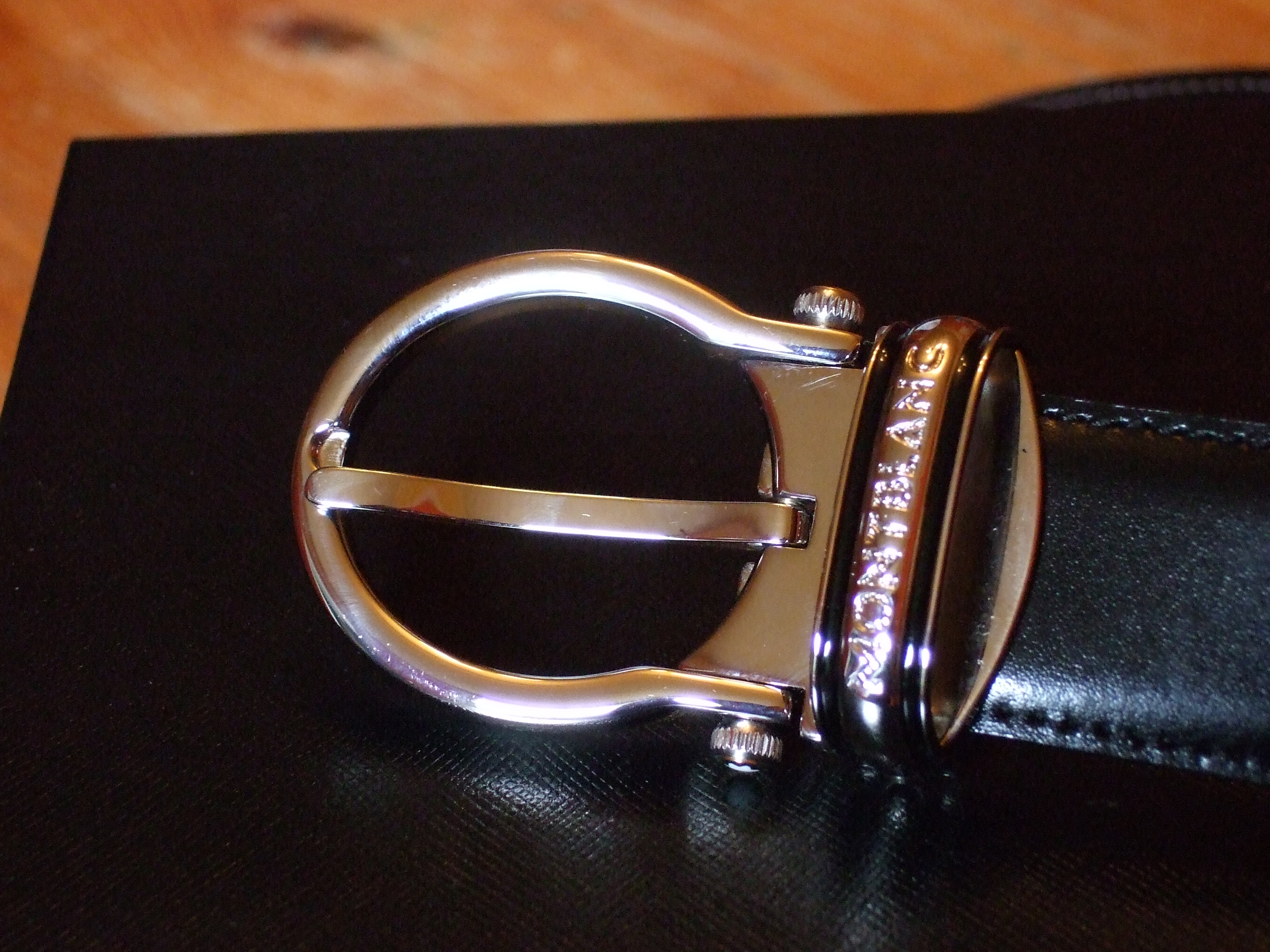
Hebilla de paladio.

El paladio se ha utilizado como un metal precioso en joyería desde 1939, como una alternativa al platino u oro blanco. Esto se debe a sus propiedades blancura natural, sin darle ninguna necesidad de rodio. Es ligeramente más blanco, mucho más ligero y el 12 % más duro que el platino. Al igual que el oro, el paladio, a través del laminado, se pueden obtener espesores de tan solo 100 nm (1/250 000 in).
El paladio es uno de los tres metales más utilizados para hacer aleaciones de oro blanco. El paladio-oro es una aleación más cara que el níquel-oro, pero rara vez causa reacciones alérgicas (aunque se han detectado algunas reacciones alérgicas cruzadas con el níquel). Cuando el platino se declaró un recurso estratégico del gobierno durante la Segunda Guerra Mundial, muchas bandas pasaron a la joyería de paladio. En septiembre de 2001, el paladio era más caro que el platino y rara vez se utiliza en joyería. Sin embargo, el problema de calidad se ha resuelto, y su uso en la joyería ha aumentado a causa de un gran pico en el precio del platino y una caída en el precio del paladio.
Antes de 2004, el principal uso de paladio en la joyería fue como aleación en la fabricación de joyas de oro blanco, pero a partir de principios de 2004 cuando los precios del oro y del platino comenzaron a subir vertiginosamente, los joyeros chinos comenzaron a fabricar un volumen significativo de joyería de paladio. Johnson Matthey estima que en 2004, con la introducción de la joyería de paladio en China, la demanda de paladio para la fabricación de la joyería era de 920 000 onzas, o aproximadamente el 14 % de la demanda de paladio total para el 2004 (un aumento de cerca de 700 000 onzas del año anterior). Este crecimiento continuó durante el año 2005, con una demanda estimada de joyería de paladio en todo el mundo de alrededor de 1,4 millones de onzas, o casi el 21 % de la oferta neta de paladio, de nuevo con la mayor parte de la demanda centrada en China. La popularidad de la joyería de paladio se espera que crezca en 2008 como los mayores productores del mundo se embarcan en un esfuerzo de marketing conjuntas para promover la joyería del paladio en todo el mundo.A principios de 2019, el paladio superó el valor dólar por onza al oro como metal precioso valorizado.

## Precauciones
Como cualquier elemento o compuesto en fino esta de división, microfraccionar el paladio puede traer efectos pirofóricos. El material a granel es bastante inerte, aunque se han informado casos de dermatitis de contacto.